# County of Paintearth No. 18
Das County of Paintearth No. 18 ist einer der 63 „municipal districts“ in Alberta, Kanada. Der Verwaltungsbezirk gehört zur Census Division 7 und ist Teil der Region Zentral-Alberta. Der Bezirk als solches wurde, durch die Zusammenlegung anderer Verwaltungsbezirke, zum 8. Dezember 1913 eingerichtet (incorporated als „Municipal District of Whiteside No. 334“) und hat seinen Verwaltungssitz östlich der Kleinstadt Castor.
Der Verwaltungsbezirk ist für die kommunale Selbstverwaltung in den ländlichen Gebieten sowie den nicht rechtsfähigen Gemeinden, wie Dörfern und Weilern und Ähnlichem, zuständig. Für die Verwaltung der Kleinstädte in seinen Gebietsgrenzen ist er nicht zuständig.

## Lage
Der „Municipal District“ liegt im zentralen Osten der kanadischen Provinz Alberta, circa 220 km südöstlich von Edmonton bzw. 260 km nordöstlich von Calgary. Die nördliche Bezirksgrenze folgt dem Verlauf des Battle River. Im Nordwesten des Bezirks befindet sich an diesem der Big Knife Provincial Park, einer der Provincial Parks in Alberta.
Die Hauptverkehrsachsen des Bezirks sind der in Ost-West-Richtung verlaufenden Alberta Highway 12 sowie der in Nord-Süd-Richtung verlaufende Alberta Highway 36.
|                          | Flagstaff County                            | Municipal District of Provost No. 52 |
| County of Stettler No. 6 | Kompassrose, die auf Nachbargemeinden zeigt |                                      |
|                          | Special Area No. 2                          | Special Area No. 4                   |

## Bevölkerung
| Jahr | Erhebung          | Einwohner | Änderung | Fläche (km²) | Bev.-dichte (EW/km²) |
| ---- | ----------------- | --------- | -------- | ------------ | -------------------- |
| 2016 | Volkszählung 2016 | 2102      | + 3,6 %  | 3283,36      | 0,6                  |
| 2011 | Volkszählung 2011 | 2029      | - 4,6 %  | 3287,24      | 0,6                  |

## Gemeinden und Ortschaften
Folgende Gemeinden liegen innerhalb der Grenzen des Verwaltungsbezirks:
- Stadt (City): keine
- Kleinstadt (Town): Castor, Coronation
- Dorf (Village): Halkirk
- Weiler (Hamlet): Brownfield, Fleet

Außerdem bestehen noch weitere, noch kleinere Ansiedlungen und Einzelgehöfte. Weiterhin liegen im Bezirk auch mehrere Kolonien der Hutterer. Diese Kolonien haben eine dorfähnliche Struktur und in der Regel 100 bis 150 Einwohnern.